# Léouville
Léouville ist eine französische Gemeinde mit 88 Einwohnern (Stand: 1. Januar 2022) im Département Loiret in der Region Centre-Val de Loire. Sie gehört zum Kanton Pithiviers und zum gleichnamigen Arrondissement. 
Sie grenzt an Charmont-en-Beauce, Greneville-en-Beauce und Outarville.

## Bevölkerungsentwicklung
| Jahr      | 1962 | 1968 | 1975 | 1982 | 1990 | 1999 | 2008 | 2018 |
| --------- | ---- | ---- | ---- | ---- | ---- | ---- | ---- | ---- |
| Einwohner | 66   | 63   | 47   | 40   | 43   | 42   | 66   | 85   |

## Sehenswürdigkeiten

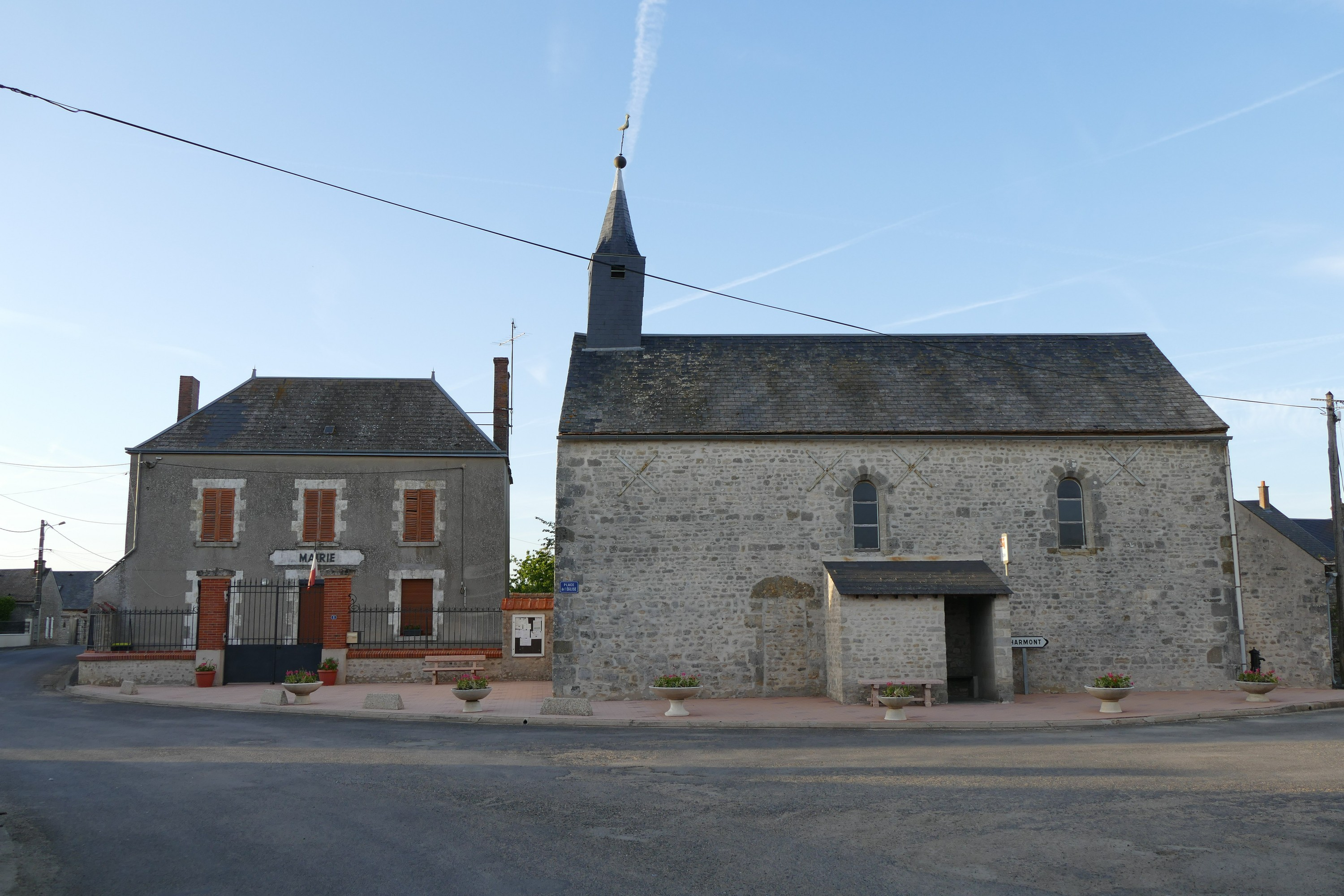
Mairie und Kirche Sainte-Catherine

- Kirche Sainte-Catherine